# Numer CAS
Numer CAS – oznaczenie numeryczne przypisane substancji chemicznej przez amerykańską organizację Chemical Abstracts Service (CAS), pozwalające na identyfikację substancji.
Numer CAS jest jednym z najpowszechniej stosowanych sposobów identyfikacji substancji chemicznych. Nie stanowi on unikatowej cechy produktu (np. różne bezwodne odmiany kwasu cytrynowego mają ten sam numer CAS), choć np. związki chemiczne o różnym uwodnieniu mogą być oznaczone różnymi numerami CAS (kwas cytrynowy w postaci monohydratu ma inny numer niż bezwodny).

## Przykłady numerów CAS
| Nazwa substancji                    | Oznaczenie numeryczne (numer CAS) |
| ----------------------------------- | --------------------------------- |
| woda                                | 7732-18-5                         |
| tlen                                | 7782-44-7                         |
| kwas dezoksyrybonukleinowy (DNA)    | 9007-49-2                         |
| alkohol etylowy (etanol)            | 64-17-5                           |
| kofeina                             | 58-08-2                           |
| paracetamol                         | 103-90-2                          |
| benzyna                             | 86290-81-5                        |
| dietyloamid kwasu lizergowego (LSD) | 50-37-3                           |

## Format
Numer CAS ma postać trzech liczb ciągów cyfr oddzielonych dywizami. Pierwszy liczy od dwóch do siedmiu cyfr, drugi ma zawsze dwie cyfry, trzeci zaś jest jednocyfrowy – jest to suma kontrolna. Sumę kontrolną otrzymuje się sumując iloczyn pierwszej od końca cyfry pomnożonej przez 1, drugiej od końca pomnożonej przez 2, trzeciej od końca pomnożonej przez 3 itp. Ta suma brana jest modulo 10.
Biorąc jako przykład wodę i CAS 7732-18-5:
{\displaystyle 8\cdot 1+1\cdot 2+2\cdot 3+3\cdot 4+7\cdot 5+7\cdot 6=105}
{\displaystyle 105{\bmod {1}}0=5.}
Pierwszy i drugi człon numeru CAS nie mają szczególnego znaczenia, są zwiększane wraz z dodawaniem kolejnych substancji do rejestru CAS.